# Église Sainte-Anne de Bomba
L'église Sainte-Anne (italien : chiesa di Sant'Anna) est un édifice religieux catholique située à Bomba, en Italie.
L'église est construite en 1730 par Bernardo Carlini di Casoli, d'après une inscription à l'entrée. L'intérieur a une seule nef. Sur le mur derrière l'autel, il y avait une peinture de la Vierge avec des anges et un homme noble en prière attribuée à Felice Ciccarelli (XVIe siècle). En 1930, l'église subit un effondrement en raison des travaux sur les égouts à proximité, après la restauration ultérieure, la peinture de Ciccarelli disparaît mystérieusement.
À l'intérieur de l'église, il y a des statues de :
- sainte Anne ;
- saint François de Paule ;
- Notre-Dame du Carmel.

## Référence
- (it) Cet article est partiellement ou en totalité issu de l’article de Wikipédia en italien intitulé « Chiesa di Sant'Anna (Bomba) » (voir la liste des auteurs).